# 14 целувки
„14 целувки“ е български игрален филм (комедия) от 1997 година на режисьора Пламен Масларов, по сценарий на Ивайло Петров и Пламен Масларов. Оператор е Пламен Антонов.

## Актьорски състав
- Кръстю Лафазанов – Чакалов
- Васа Ганчева – Лелята
- Анета Сотирова – Жената с маймунката
- Нора Милчева – Бледата дама
- Маргарита Карамитева – физичката
- Надя Конакчиева
- Деси Милчева
- Оля Лечева
- Мариус Куркински
- Пламен Масларов